# فرانسيسك ميرو سانس
فرانسيسك ميرو سانس (بالإسبانية: Francesc Miró-Sans)‏ مواليد 22 سبتمبر 1918 ، الرئيس التاسع والعشرون لنادي برشلونة ،كان رجل أعمال في مجال المنسوجات من مواليد مدينة برشلونة في إسبانيا ، يُعتبر أول رئيس منتخب لنادي برشلونة ، بلغت فترة رئاستة للنادي الكاتالوني سبعة سنوات ونصف بين عاميّ 1953 -1961 وبلغت عدد الفترات الرئاسية فترتين رئاسيتين الأولى بين عاميّ 1953-1957 والثانية 1958-1961 ، في عهدة تم بناء ملعب كامب نو الذي افتتح في 27 سبتمبر سنة 1957 ، وقد واجه بناء الملعب مشاكل تمويلية في شراء الأرض وبناء الملعب تم التغلب عليها ، زاد عدد أعضاء النادي في عهدة من 32 ألف عضو إلى 40 ألف عضو ، توفي عام 1989 في مدينة برشلونة.

## انجازات فريق كرة القدم بعهده
- الدوري الإسباني مرتين 58-59 و 59-60
- كأس ملك إسبانيا عاميّ 1957و 1959
- كأس المعارض الأوروبية 1958 و 1960